# Loxostege peltalis
Loxostege peltalis is een vlinder uit de familie grasmotten (Crambidae). De wetenschappelijke naam is voor het eerst geldig gepubliceerd in 1842 door Eversmann.
De soort komt voor in Europa.